# Latouchia rufa
Espèce
Latouchia rufa est une espèce d'araignées mygalomorphes de la famille des Halonoproctidae.

## Distribution
Cette espèce est endémique du Guangdong en Chine,. Elle se rencontre dans le district de Luohu.

## Description
Le mâle holotype mesure 17,56 mm et la femelle paratype 22,45 mm.

## Publication originale
- Zhang & Wang, 2021 : « Two new species of the genus Latouchia Pocock, 1901 from southeast China (Araneae: Mygalomorphae: Halonoproctidae). » Biodiversity Data Journal, vol. 9, no e72456, p. 1-11.